# Blaine County (Idaho)
Blaine County is een county in de Amerikaanse staat Idaho.
De county heeft een landoppervlakte van 6.850 km² en telt 18.991 inwoners (volkstelling 2000). De hoofdplaats is Hailey.

## Bevolkingsontwikkeling

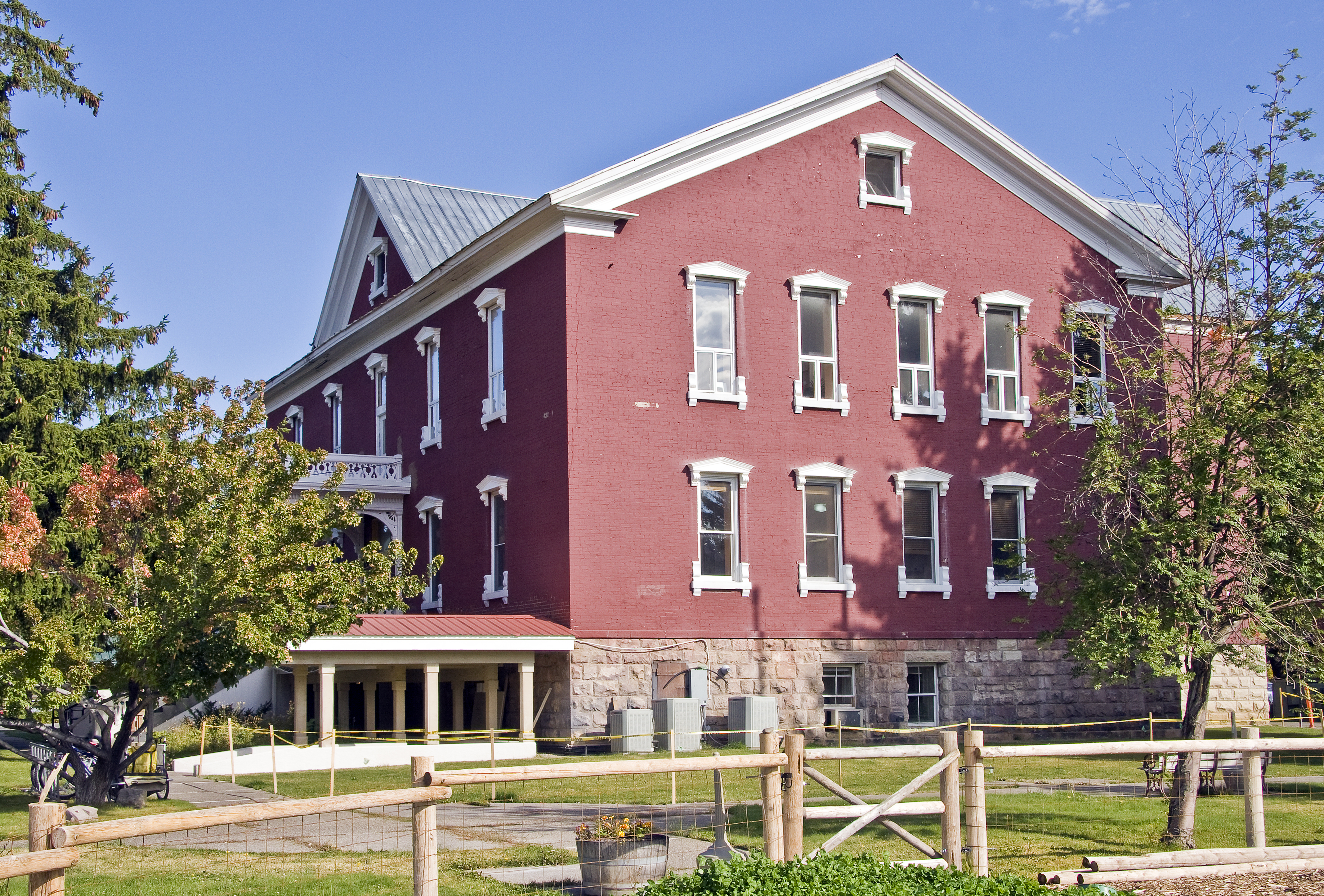
Blaine County Courthouse